# يو إف سي ليلة القتال: مونيز ضد ألين
يو إف سي ليلة القتال: مونيز ضد ألين (بالإنجليزية: UFC Fight Night: Muniz vs. Allen)‏ هو حدث لفنون القتال المختلطة نظمته يو إف سي، أُقيم في 25 فبراير 2023، على يو إف سي أبيكس في لاس فيغاس، نيفادا، الولايات المتحدة.